# Медаља Обилића (СРЈ)
Медаља Обилића је било одликовање Савезне Републике Југославије и Државне заједнице Србије и Црне Горе. Медаља је установљена 4. децембра 1998. године доношењем Закона о одликовањима СРЈ. Додељивао ју је председник Републике, а касније председник Државне заједнице СЦГ. Медаља припада категорији Великих одликовања и организована је у једном степену. Медаља Обилића додељује се за дјела личног херојства у одбрани и безбједности народа и државе, изван и изнад захтјева дужности. Председник Државне заједнице Србије и Црне Горе, Светозар Маровић, донео је Указ 14. јуна 2003. године, којим је одликовао генерал-пуковника Сретена Лукића, начелника ресора јавне безбедности МУП-а Републике Србије Великим одликовањем - Медаљом Обилића. Генерл Лукић је први носилац овог одликовања.

## Изглед одликовања
Пројекат идејног решења Медаље Обилића израдио је академски вајар Мирољуб Стаменковић, професор вајарства на Универзитету уметности у Београду. По предложеном и усвојеном пројекту израђеном у техници компјутерског дизајна, вајар Стаменковић је израдио рељефне гипсане моделе аверса и реверса Медаље Обилића. На основу њих израђене су матрице за ковање. Медаља Обилића је израђена крајем 1999. године у Заводу за израду новчаница и кованог новца у Топчидеру. Целокупна емисија овог Великог одликовања реализована је у свега десетак примерака.
Медаља Обилића израђена је од легуре бакра и цинка у облику круга, пречника 52мм, у коме су усјечени краци крста. Краци крста су позлаћени и плаво емајлирани. У средини крсга је аплициран кружни медаљон са рељефним портретом косовског јунака, који је представљен у лијевом профилу, са шљемом на глави и оклопом на грудима. Око попрсја јунака налази се натпис: "Милош Обилић". Медаљон је искован од позлаћене легуре бакра и цинка, пречника 30мм. Око медаљона је посребрени ловоров вијенац, ширине 6мм. На горњем краку крста налази се ушица кроз коју је провучена кружна алка са носачем медаље. На наличју медаље је идентичан посребрени рељефни кружни вијенац, а у њему позлаћени кружни медаљон са рељефним натписом: "Воинсвени гениј свемогући" (Горски вијенац, стих 226). и година "1389". Испод године подвига легендарног косовског јунака налазе се два укрштена средњовијековна мача. Сви остали детаљи крста идентични су са оним на лицу медаље. Врпца медаље израђена је од тамноплаве моариране свиле, ширине 36мм, са три усправне пруге, ширине по 2мм. Средња пруга је црвене боје, а пруге са стране су бијеле боје. Медаља Обилића се носи о врату, на 36мм широкој траци од тамноплаве моариране свиле са три пруге, ширине по 2 mm. Средња пруга је црвене боје, а пруге са стране су бијеле боје.

## Галерија
- аверс
- реверс